# Pfeilstorch

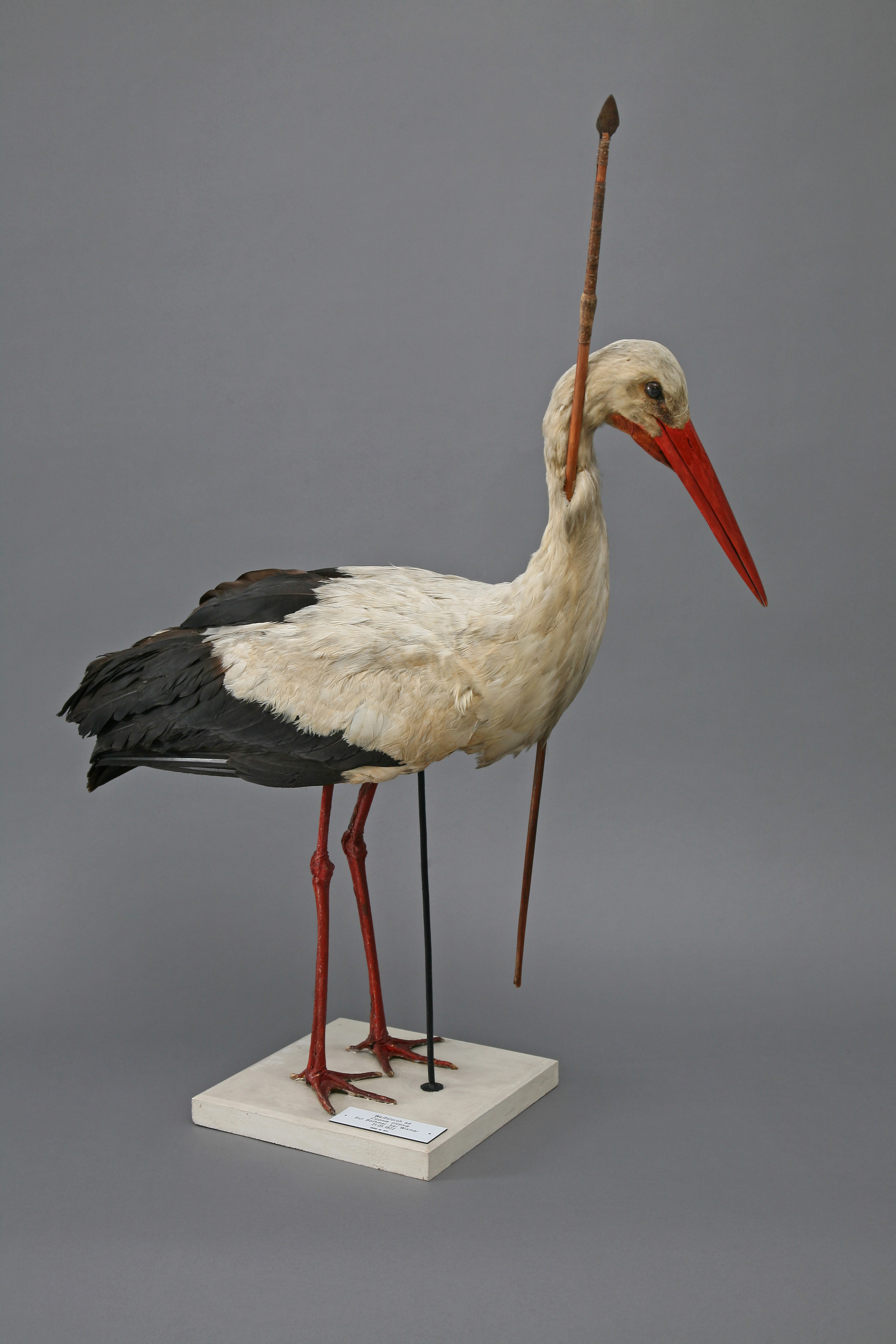
Rostocker Pfeilstorch

Pfeilstorch ist die Bezeichnung für einen Storch, der beim jährlichen Flug zwischen Afrika und Europa durch einen Jagdpfeil verletzt wurde und mit dem Pfeil im Körper den Flug nach Europa überstand. Es sind 25 Beobachtungen von „Pfeilstörchen“ dokumentiert. Weltweit gibt es nur zwei Originalpräparate von solchen Tieren.

## Lebensechte Präparate
Der erste bekannte Fund war ein Weißstorch, der 1822 auf Schloss Bothmer bei Klütz erlegt wurde. Dem Storch war von unten nach oben ein afrikanischer Pfeil durch den Hals geschossen worden, wo er stecken blieb. Er wurde ausgestopft und kann in der Zoologischen Sammlung Rostock besichtigt werden. Das Präparat wird häufig als Rostocker Pfeilstorch bezeichnet und galt lange als das einzige bekannte Exemplar, das als lebensechtes Standpräparat inklusive Originalpfeil erhalten geblieben ist.
2006 wurde jedoch während der Vorbereitung eines Umbaus auf dem Dachboden des Kirchlichen Forschungsheimes zu Wittenberg in den dort lagernden Restbeständen einer Präparatesammlung von Otto Kleinschmidt ein in Vergessenheit geratener zweiter lebensgroßer Pfeilstorch entdeckt. Präparat und Pfeil konnten anhand von Originalfotografien und erhalten gebliebenen Etiketten als der 2005 von Ragnar Kinzelbach in seinem „Buch vom Pfeilstorch“ erwähnte, vermisste Wittenberger Pfeilstorch identifiziert werden. Das Tier war am 21. April 1935 in Leetza (Sachsen-Anhalt) lebend mit einem Pfeil in seiner linken Schulter gefunden und nach Wittenberg in die Obhut von Kleinschmidt gegeben worden. Zunächst hatte man den Pfeil entfernt und den Weißstorch nach Ausheilung seiner Wunden – mit einem grünen Ring versehen – wieder frei gelassen. Bereits am 22. Juni 1935 fand man den Vogel jedoch, wiederum in Leetza, tot unter einer Stromleitung. Daraufhin wurde er von Otto Kleinschmidt präpariert und anhand der im April angefertigten Fotografien mit dem Originalpfeil lebensecht aufgestellt. Verwahrort ist heute die Vogelsammlung der Senckenberg Naturhistorischen Sammlungen in Dresden.

## Wissenschaftliche Bedeutung
Diese Pfeilstörche waren – vor allem im 19. Jahrhundert – von wissenschaftlicher Bedeutung, weil durch sie am Beispiel der Störche der Vogelzug bis nach Äquatorialafrika belegt werden konnte. Zuvor war nicht genau bekannt, was mit den Zugvögeln im Winter passiert. Neben der Theorie der Fernzüge wurden über die Jahrhunderte selbst von Gelehrten Gerüchte erörtert, dass Zugvögel zum Beispiel in Felsnischen, Erdspalten oder auf dem Grund von Flüssen und Seen überwintern oder sich sogar im Winter in Mäuse verwandeln. Selbst von Carl von Linné ist überliefert, dass er vermutete, Schwalben würden im Herbst in Gewässern unter- und im Frühjahr wieder auftauchen. Schließlich konnten aber einige Pfeile zweifelsfrei bestimmten afrikanischen Ethnien zugeordnet werden, was als Beweis taugte, dass Störche zum Überwintern tatsächlich nach Afrika ziehen.
Auch in Exemplaren anderer Vogelarten wurden Pfeile gefunden.

## Belege
1. 1 2 3  Martin Päckert: Ein Pfeilstorch auf dem Dachboden. In: Senckenberg: Natur – Forschung – Museum. Band 142, Nr. 9/10, 2012, S. 328–331.
2. ↑  Hugo Suolahti: Die deutschen Vogelnamen. Eine wortgeschichtliche Untersuchung. 1909. S. 121. Digitalisat bei Archive.org.
3. ↑  Caspar Schwenckfeld: Theriotropheum Silesiae. 1603. S. 344b. Digitalisat beim MDZ
4. ↑  Christian Marti: Aristoteles und die Zugvögel – was er schrieb und was nicht. Der Ornithologische Beobachter / Band 113 / Heft 4 / Dezember 2016, S. 309–320. Link zum Artikel.
5. ↑  A. Wesemüller: Der Glaube an Vogelwinterschlaf und seine ursprüngliche Grundlage. In: Journal für Ornithologie. Band 65, 1917, S. 221–227 (biodiversitylibrary.org).
6. ↑  Der Pfeilstorch in der Zoologischen Sammlung der Universität Rostock. (Memento vom 13. Februar 2015 im Internet Archive) Im Original publiziert in: Fachschaftsrat Biologie der Universität Rostock (Hrsg.): Der Sprössling. Nr. 3, Sommersemester 2003 (PDF; 5,04 MB).